# باشگاه فوتبال نشویل
باشگاه فوتبال نشویل (انگلیسی: Nashville SC) یک باشگاه فوتبال در لیگ برتر فوتبال ایالات متحده آمریکا می باشد.